# Myší kyselka

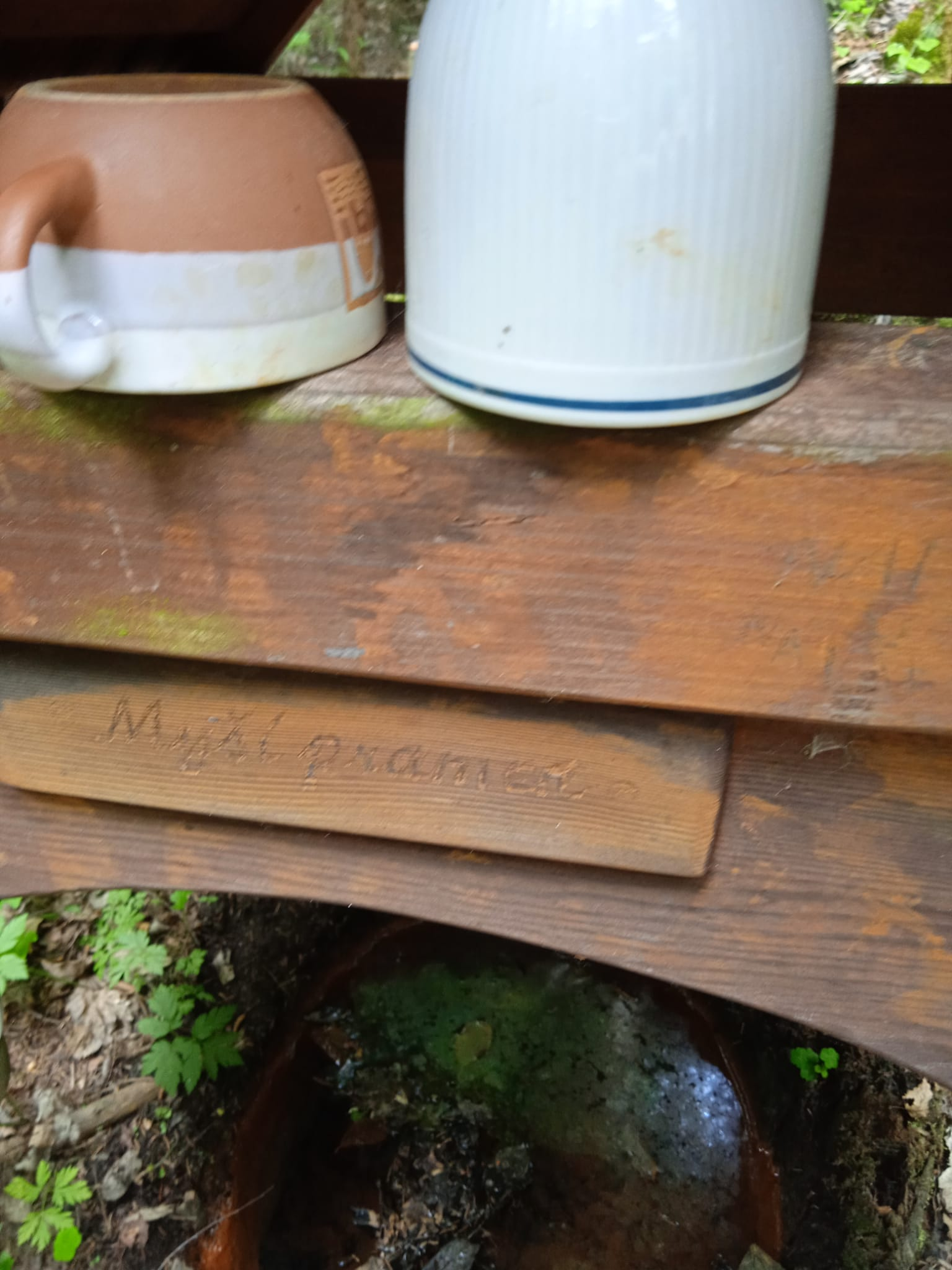
Myší kyselka

Myší kyselka (též Valská kyselka) je hydrogenuhličitanová vápenato-hořečnatá železnatá slabě mineralizovaná kyselka. Pramen se nachází severozápadně od hájenky „PRAMEN“ a 200 metrů severně od železniční trati do Chebu. První analýzu provedl Miroslav Dovolil v roce 1959 a evidoval ji ve své diplomové práci pod názvem „Šance – pramen čís. 83“ a řadil ji k početnému výskytu pramenů v této lokalitě.

## Název
Kyselka dostala jméno „Myší“, protože se v ní často nacházely utopené myši. Dříve byla známá pod názvem „Valská kyselka“, jelikož ji znali hlavně občané Šancí (Valů).